# Congettura debole di Goldbach
Nella teoria dei numeri, la congettura debole di Goldbach, conosciuta anche come congettura di Goldbach sui dispari o problema dei 3 primi, afferma che:
- Ogni numero dispari maggiore di 7 può essere espresso come somma di tre primi dispari.

o equivalentemente:
- Ogni numero dispari maggiore di 5 può essere espresso come somma di tre numeri primi.

(Un numero primo può essere usato più di una volta nella somma.)
Questa congettura è chiamata "debole" perché la congettura di Goldbach "forte" sulla somma di due primi, se dimostrata, implicherebbe banalmente la congettura debole. (Infatti se ogni numero pari >4 è la somma di due primi dispari, aggiungendo semplicemente 3 ad ogni numero pari >4 produrrà i numeri dispari >7.)
La congettura è stata dimostrata solo all'inizio del XXI secolo, anche se prima di allora sono stati ottenuti risultati molto vicini. Nel 1923, Hardy e Littlewood mostrarono che, assumendo vera una certa generalizzazione dell'ipotesi di Riemann, la congettura è vera per tutti i numeri dispari sufficientemente grandi. Nel 1937 un matematico russo, Ivan Vinogradov, fu in grado di eliminare la dipendenza dall'ipotesi di Riemann e dimostrò direttamente che ogni numero dispari abbastanza grande può essere espresso come somma di tre primi. Nonostante Vinogradov non fosse in grado di dire quando un numero fosse abbastanza grande, il suo allievo K. Borozdkin dimostrò che {\displaystyle \mathrm {e} ^{\mathrm {e} ^{16{,}038}}\approx 3^{3^{15}}} è un limite inferiore sufficiente. Questo numero ha più di sei milioni di cifre, pertanto verificare ogni numero dispari fino a quel limite è praticamente impossibile. Fortunatamente, nel 1989 Wang e Chen abbassarono questo limite superiore a 1043 000; nel 2002 il limite fu ulteriormente abbassato da Liu Ming-Chit e Wang Tian-Ze a circa {\displaystyle \mathrm {e} ^{3100}\approx 2\cdot 10^{1346}}. Se si controllasse quindi la congettura per tutti i numeri dispari minori di questo numero, essa sarebbe effettivamente dimostrata; tuttavia il controllo al computer ha raggiunto solamente 1018, ed è quindi molto distante.
Nel 1997, Deshouillers, Effinger, Te Riele e Zinoviev dimostrarono che l'ipotesi di Riemann generalizzata implica la congettura di Goldbach debole. Questo risultato combina un'affermazione generale per numeri maggiori di 1020 con una ricerca estensiva al computer per casi piccoli. Inoltre, se la Congettura di Levy fosse vera, la congettura debole di Goldbach sarebbe vera anch'essa.
Nel 2012 e 2013 Harald Helfgott ha pubblicato su Internet due articoli che dimostrano la congettura incondizionatamente per ogni intero maggiore di 7.